# 鲁道夫·雅科布·冯·阿尔文斯列本
鲁道夫·雅科布·冯·阿尔文斯列本（Ludolf Jakob von Alvensleben，1899年8月9日—1953年8月23日）是一位德国党卫队旗隊領袖，在第二次世界大战期间曾是莱茵哈德行动中的高级参谋。战争结束时，阿尔文斯列本任亚得里亚-西地区（位于北意大利/南蒂罗尔）党卫队和警察领袖。他躲过了战后的清算，但在1953年死于车祸。